# Свадьба по обмену
«Свадьба по обмену» — второй полнометражный художественный фильм режиссёра Дмитрия Грачёва в жанре комедии. Премьера состоялась 21 апреля 2011 года. Четвёртая совместная киноработа актёров Максима Матвеева и Екатерины Вилковой после фильмов «Тиски», «Стиляги» и «На крючке!».

## Сюжет
Супермодель Соня (Екатерина Вилкова) мечтает о тихом семейном счастье с давним бойфрендом Русланом (Фёдор Бондарчук) — самовлюблённым ведущим кулинарного шоу. Но тот не разделяет её мечты, он грезит только о славе и повышении собственного рейтинга, поэтому делает Соне предложение руки и сердца в присутствии толпы репортёров.
В отместку Соня решает выйти замуж за первого встречного, который оказывается обычным банковским клерком Сашей (Максим Матвеев). Тот соглашается тоже назло своей любимой девушке, Кристине. Уже выйдя из ЗАГСа, Саша и Соня понимают, что погорячились. Но делать нечего, теперь им приходится изображать перед всеми счастливую влюблённую пару, скрывая взаимную неприязнь друг к другу.
Немного позже у них появляется взаимосвязь, и они начинают общаться.
Проходит немного времени, и у них опять случается большая ссора. Соня назло Саше выходит за Руслана, а Саша — женится на Кристине.
Во время свадьбы Руслан говорит «Да!», после чего то же самое говорит Соня, но Саша сразу же говорит «Нет!». После этого Саша объясняет, что вся эта свадьба была назло всем, и говорит Соне, как он её любит. Она верит ему, и они женятся.

## В ролях
- Екатерина Вилкова — Соня Ольховская
- Максим Матвеев — Саша
- Фёдор Бондарчук — Руслан Богуславский
- Ксения Каталымова — Рита
- Мария Кожевникова — Кристина
- Арарат Кещян — Гарик
- Андрей Малахов — камео
- Дарья Субботина
- Казимир Лиске
- Александр Самойленко
- Виктор Балабанов — клиент банка
- Инга Оболдина — Вика
- Ольга Хохлова — регистратор ЗАГСа
- Константин Чепурин — эпизод
- Владислав Дунаев — эпизод
- Евгений Харланов — эпизод
- Татьяна Плетнёва — эпизод

## Авторы фильма
- Режиссёр-постановщик — Дмитрий Грачев
- Продюсеры — Рубен Дишдишян, Анна Меликян, Сергей Даниелян, Арам Мовсесян, Денис Фролов
- Исполнительный продюсер — Ольга Васильева
- Сценарист — Алена Алова при участии Евгения Казачкова, Михаила Дурненкова
- Оператор-постановщик — Павел Трубников
- Композиторы — Сергей Курицын, Александр Дулов, Николай Скворцов

## Саундтрек
- Black FM — Без тебя
- M.A.Z.7 — Airport (Original Mix)
- Quest Pistols — Белая стрекоза любви
- Банд'Эрос — Про красивую жизнь
- Банд’Эрос — Жизни не жалко
- Банд’Эрос — Китано
- Банд’Эрос — Про моделей
- Найк Борзов — Верхом на звезде[1]